# 71-я пехотная дивизия (вермахт)
71-я пехотная дивизия (71. Infanterie-Division) — тактическое соединение сухопутных войск вооружённых сил нацистской Германии периода Второй мировой войны.
Она была сформирована в преддверии Второй мировой войны как стандартная пехотная дивизия второй волны мобилизации. Участвовала во французской кампании, а также войне против СССР. Была уничтожена в Сталинграде. Дивизия второго формирования воевала на Итальянском фронте. Завершающий период войны действовала на южном участке Восточного фронта вплоть до капитуляции в мае 1945 года.
Количество кавалеров Рыцарского креста в 71-й дивизии составило 23 человека.

## История
71-я пехотная дивизия была сформирована в августе 1939 года. Дивизия служила в гарнизоне Западного вала до мая 1940, а затем приняла участие во французской кампании. После этого, до сентября, служила в оккупированной Франции и Люксембурге. С октября 1940 по январь 1941 года дивизия послужила в качестве учебного подразделения ОКХ на военном полигоне в Кёнигсберге. В июне 1941 года переведена в Пшемысль для проведения операции «Барбаросса».
На основании показаний пленных и захваченных в бою документов было установлено, что против нашего корпуса действуют 4-й армейский корпус, а также части 44-го и 49-го армейских корпусов. Непосредственно перед фронтом нашей дивизии наступали 262, 24, 295, 71 и 296-я пехотные дивизии, усиленные боевой техникой и поддержанные значительной группой авиации. Свои главные усилия противник по-прежнему сосредоточивал на основном операционном направлении Рава-Русская – Львов.
Дивизия участвовала в боях на Украине против войск Юго-Западного фронта РККА СССР. Осенью отправлена в Бельгию для отдыха, а затем ещё раз побывала учебной дивизией (с ноября 1941 по апрель 1942 года).
Впоследствии возвращена на Восточный фронт, где входила в состав 6-й армии и была разгромлена в Сталинграде в начале 1943 года.
13 сентября 1942 года утром в 4.45 по берлинскому времени (6.45 по московскому) на правом фланге 6-й армии 76-я и 71-я пехотные дивизии пытались захватить центральную железнодорожную станцию и центральный причал на Волге..

Весть о том, что 71-я пехотная дивизия прорвалась в центр Сталинграда, была встречена в ставке фюрера с огромной радостью. К вечеру та же информация достигла Кремля. Сталин как раз обсуждал с Жуковым и Василевским возможность мощного стратегического контрудара под Сталинградом, когда в кабинет вошел секретарь Сталина Поскребышев и сообщил, что у телефона генерал Еременко. Поговорив с ним, Иосиф Виссарионович передал генералам неприятные известия. Немного помолчав, Сталин повернулся к Василевскому и сказал: "Немедленно прикажите 13-й гвардейской дивизии Родимцева пересечь Волгу и подумайте, какие еще войска можно послать Чуйкову на подмогу". Часом позже Жуков уже летел в Сталинград.— Бивор Э.Сталинград. — Смоленск.: Русич, 1999 // Сайт «Военная литература»
Командир дивизии генерал Гартман по свидетельствам очевидцев, 25 января 1943 года совершил «самоубийство руками врага»: он вышел на открытую местность и стоя во весь рост, стал стрелять из винтовки по советским позициям; через несколько мгновений он был застрелен ответным огнём. Сменивший Гартмана генерал Роске вёл переговоры с представителями советского командования о капитуляции генерал-фельдмаршала Ф. Паулюса и сам 31 января 1943 года сдался вместе с ним.
Летом того же года дивизия была переформирована в Дании, а затем переброшена в Италию, где находилась с осени 1943 до конца 1944 года, вплоть до своего поражения под Монте-Кассино. Остатки дивизии были переброшены в северную Италию, где сражались против канадской 1-й пехотной дивизии к северу от реки Метауро, неся очень тяжёлые потери. После этого 71-я пехотная дивизия воевала в Венгрии. В конце концов дивизия сдалась британским войскам в Санкт-Файте, Австрия.

## Организация
| (1939) - 191-й пехотный полк - 194-й пехотный полк - 211-й пехотный полк - 171-й артиллерийский полк - 171-й инженерный батальон - 171-й противотанковый артиллерийский дивизион - 171-й разведывательный батальон - 171-й батальон связи - 171-й отряд снабжения | (1943—1945) - 191-й пехотный полк - 194-й пехотный полк - 211-й пехотный полк - 171-й артиллерийский полк - 171-й инженерный батальон - 171-й противотанковый артиллерийский дивизион - 171-й разведывательный батальон - 171-й батальон связи - 171-й отряд снабжения |

## Командиры
- генерал-майор Вольфганг Циглер (26 августа 1939 — 14 октября 1939)
- генерал-лейтенант Карл Вайзенбергер (15 октября 1939 — 10 октября 1940)
- генерал-майор Фридрих Альтрихтер (10 октября 1940 — 15 февраля 1941)
- генерал-майор Фридрих Герлайн (15 февраля 1941 — 28 марта 1941)
- генерал-лейтенант Александр фон Хартман (28 марта 1941 — 25 января 1942)
- полковник Макс-Гюнтер Шранк (25 января 1942 — 1 апреля 1942)
- генерал-лейтенант Александр фон Хартман (1 апреля 1942 — 26 января 1943) (убит)
- генерал-майор Фриц Роске (26 января 1943 — 31 января 1943) (попал в плен)
- генерал-лейтенант Вильгельм Рапке (15 марта 1943 — 10 января 1945)
- генерал-майор Эберхард фон Шукман (10 января 1945 — момент капитуляции)